# Bent Fabricius-Bjerre
Pour les articles homonymes, voir Fabricius et Bjerre.
Bent Fabricius-Bjerre (7 décembre 1924 - 28 juillet 2020), mieux connu internationalement sous le nom de Bent Fabric, est un pianiste et compositeur danois.

## Biographie
Bent Fabricius-Bjerre est né à Frederiksberg, au Danemark. Il fonde un ensemble de jazz après la Seconde Guerre mondiale et fonde un label, Metronome Records, en 1950. Cependant, il est surtout connu pour son instrumental "Omkring et flygel" de 1961 (littéralement, "Autour d'un piano à queue") qui est devenu un tube au Danemark. La chanson a été rééditée dans le monde entier sous le nom "Alley Cat" sur Atco Records l'année suivante, et est passée au n° 1 en Australie et au n° 49 en Allemagne. L'air est également devenu un succès aux États-Unis; la chanson a atteint la deuxième place du classement AC et la 7e du Billboard Hot 100 et le LP du même nom a atteint la 13e place du Billboard 200. "Alley Cat" a également remporté un Grammy Award du meilleur enregistrement rock & roll. Il s'est vendu à plus d'un million d'exemplaires et a reçu un disque d'or. Le single suivant, " Chicken Feed ", atteint la 63e place aux États-Unis.
Fabricius-Bjerre avait effectué un travail approfondi sur les musiques de films avant le succès de ses singles et a continué à travailler dans le cinéma pendant des décennies après. En 2003, Fabricius-Bjerre revient dans les charts, cette fois dans son Danemark natal. Il sort l'album Jukebox sous le nom de Bent Fabric, où il a travaillé avec des musiciens danois acclamés par la critique, dont Peter Frödin. Les singles "Jukebox" ont atteint la 3e place au Danemark et "Shake" la 10e place cette année-là. En 2006, un remix de "Jukebox" est sorti, et la chanson titre est devenue un hit de la musique dance, culminant à la 7e place des charts US Dance / Club Play. L'album est également réédité aux États-Unis, cette fois avec un remix de sa célèbre chanson instrumentale "Alley Cat", anciennement connue sous le nom de "Omkring et flygel" ("Around a Piano"), entre autres.
En 2005, il sort l'album de compilation, Kan du kende melodien (littéralement Reconnaissez-vous la mélodie) contenant certaines de ses partitions de films et de télévision les plus célèbres et les plus reconnues.
En 2018, Bent Fabricius-Bjerre a été honoré pour sa longue et active carrière en nommant une nouvelle espèce de coléoptère † Cacomorphocerus bentifabrici (Fabrizio Fanti & Anders Leth Damgaard, 2018). Marié trois fois, il est décédé le 28 juillet 2020,.

## Musique de film
- 1951 : Cochons aérodynamiques
- 1959 : Poeten og Lillemor
- 1959 : Helle for Helene
- 1960 : Forelsket i København
- 1960 : Poeten og Lillemor og Lotte
- 1961 : Cirkus Buster
- 1961 : Flemming på kostskole
- 1962 : Svinedrengen og prinsessen på ærten
- 1963 : Trois de perdues (Tre piger i Paris)
- 1963 : Hvis lille pige er du?
- 1963 : Poeten og Lillemor i forårshumør
- 1964 : Halløj i himmelsengen (de) (2 x 2 im Himmelbett)
- 1964 : Døden kommer til middag
- 1965 : Slå først Frede! (Strike First Freddy)
- 1965 : Pigen og millionæren (série télévisée)
- 1966 : Relax Freddy
- 1968–1998 : Olsen-banden
- 1969–1999 : Olsen-banden (norvégien)
- 1969 : Tænk på et tal
- 1971 : Ballade på Christianshavn
- 1975 : Flåklypa Grand Prix  (norvégien)
- 1978–1981 : Matador (série télévisée)
- 1984 : Min farmors hus
- 1986 : Når engle elsker
- 1990 : La Danse des ours polaires (Lad isbjørnene danse)
- 1990 : Peter von Scholten
- 1992 : Det skaldede spøgelse
- 2000 : Lumières dansantes (Blinkende lygter)
- 2001 : Olsen-banden Junior
- 2010 : Klovn - The Movie

## Discographie

### Albums
- 1962 Alley Cat (Atco Records)
- 1962 The Happy Puppy (Atco Records)
- 1963 Piano Party with Bent Fabric (Columbia 33-OSX-7720)(Australia)
- 1964 Organ Grinder's Swing (Atco Records)
- 1964 The Drunken Penguin (Atco Records)
- 1965 Together! (avec Acker Bilk) (Atco Records)
- 1966 Never Tease Tigers (Atco Records)
- 1967 Operation Lovebirds (Atco Records)
- 1968 Relax With Bent Fabric (Atco Records)
- 1997 The Very Best of Bent Fabric
- 1998 Klaver med mer (CMC Records)
- 2001 Mit livs melodi (Copenhagen Records)
- 2004 Jukebox (Universal)
- 2005 Kan du kende melodien (Universal)
- 2014 Bent Fabricius-Bjerre og Hans Musik (Warner Music)